# Дуэйн, Диана
Диана Дуэйн (англ. Diane Duane, родилась 18 мая 1952 года) — американская писательница научной фантастики и фэнтези. В число её произведений входят серия фэнтези для юношества Юные Волшебники («Young Wizards») и серия романов Рихансу («Rihannsu») из цикла произведений «Звездный путь».

## Биография
Диана Дуэйн родилась в Нью-Йорке и росла в Рузвельте, Лонг Айленд. После школы она изучала медсестринское дело и работала медсестрой в течение двух лет до 1976 года, когда она переехала в Калифорнию и стала работать ассистенткой Дэвида Герролда (David Gerrold). Её первый роман был опубликован Dell Books в 1979, после чего она работала внештатным писателем. (Герролд написал «увертюру» к этому роману, обосновывая это тем, что он скорее будет сочинять увертюры, чем предисловия к Диане.) В 1981 она переехала в Пенсильванию. Она вышла замуж за писателя из Северной Ирландии Питера Морвуда (Peter Morwood) в 1987; они переехали в Великобританию и затем в Ирландию, где она и проживает в настоящий момент в Уиклоу.

### Юные волшебники
1. Diane Duane. So You Want to be a Wizard. — Delacorte, 1983. — ISBN 0-15-204738-7.
2. Diane Duane. Deep Wizardry. — Delacorte, 1985. — ISBN 0-15-216257-7.
3. Diane Duane. High Wizardry. — Corgi, 1990. — ISBN 0-15-216244-5.
4. Diane Duane. A Wizard Abroad. — Corgi, 1993. — ISBN 0-15-216238-0.
5. Diane Duane. The Wizard's Dilemma. — Harcourt, 2001. — ISBN 0-15-202551-0.
6. Diane Duane. A Wizard Alone. — 2002. — ISBN 0-15-204562-7.
7. Diane Duane. Wizard's Holiday. — 2003. — ISBN 0-15-204771-9.
8. Diane Duane. Wizards at War. — 2005. — ISBN 0-15-204772-7.
9. Diane Duane. A Wizard of Mars. — 2010, апрель.
10. Diane Duane. Games Wizard`s Play - 2016

Рассказ «Uptown Local», относящийся к той же вселенной, был опубликован также как часть антологии Jane Yolen Dragons and Dreams.
Сценарий фильма «Wizards on Call» создавался на сайте https://web.archive.org/web/20070312075830/http://wizardsoncall.fanlib.com/. Читатели имели возможность участвовать в его создании и редактировании. В настоящее время проект приостановлен.
По событиям между девятой и десятой книгой, Диана Дуэйн написала и опубликовала три новеллы  "Not On My Patch: a Young Wizards Halloween", "How Lovely Are Thy Branches: a Young Wizards Christmas" и  "Young Wizards: Lifeboats". В 2017 году опубликовала три новеллы о прохождении испытания разными персонажами: "On Ordeal: Roshaun ke Nelaid" (весьма колоритный и заносчивый персонаж в седьмой книге), "On Ordeal: Mamvish fsh Wimsih" и "On Ordeal: Ronan Nolan Jnr" (всем известный персонаж из четвертой книги, также он появляется в девятой).

### Кошки-волшебники
Серия основывается на кошках-волшебниках, защищающих порталы, которые волшебники используют для путешествий между другими мирами. Действие происходит там же, где и действие романов серии «Юные волшебники».
1. Diane Duane. Book of Night With Moon. — 1997. — ISBN 0-340-69329-0.
2. Diane Duane. To Visit the Queen. — 1998. — ISBN 0-446-67318-8., опубликованная в Великобритании как Diane Duane. On Her Majesty's Wizardly Service. — 1998. — ISBN 0-340-69330-4.
3. The Big Meow (пишется как роман, поддерживаемый подписчиками; публикуется в сети отдельными главами)

### Взрослые волшебники
Действие книг о взрослых волшебниках происходит в той же вселенной, что и действие романов серии «Юные волшебники».
- Short Circuit (в проекте)[3]
- «Theobroma» включен в Wizards, Inc. (ноябрь 2007)[4]

### Альтернативные миры
Вселенная, в которой разворачивается действие серии «Юные волшебники», включает в себя несколько альтернативных миров (например в So You Want to Be a Wizard и Book of Night With Moon герои путешествуют по другим мирам для решения проблем).
Действие книги Diane Duane. Stealing the Elf-King’s Roses. — 2002. — ISBN 0-446-60983-8. происходит в нескольких вселенных, изначально упомянутых в So You Want To Be A Wizard.

### Срединные царства
Также известная как Tale of the Five, эта серия в жанре традиционного фэнтези ждет завершения с 1992 года. В центре книг находятся некоторые из тем, известных по серии «Юные волшебники»; те, кто обладают «голубым огнём», имеют во многом те же обязательства, что и волшебники, и сражаются в той же битве против энтропии. В отличие от других детских книг Дуэйн серия Tale of the Five открыто говорит о теме сексуальности человека. В срединных царствах бисексуальность и полигамия являются нормой. Сейчас Дуэйн работает над последним томом. The Door into Fire и The Door into Shadow были переизданы вместе под названием Tale of Five: The Sword and the Dragon.
1. The Door into Fire (1979)
2. The Door into Shadow (1984)
3. The Door into Sunset (1992)
4. The Door into Starlight (не опубликована)

### Звездный путь
Она так же была автором романов серии Звездный путь:
The Original Series обозначаются аббревиатурой TOS, The Next Generation — TNG
1. Diane Duane. The Wounded Sky. — 1983. — (Star Trek: TOS #13).
2. Diane Duane. My Enemy, My Ally. — 1984. — (Star Trek: TOS #18 (Rihannsu #1)).
3. Diane Duane. The Romulan Way. — 1987. — (Star Trek: TOS #35 (Rihannsu #2)). (в соавторстве с мужем Питером Морвудом)
4. Diane Duane. Spock's World. — 1988. — (Star Trek: TOS).
5. Diane Duane. Doctor's Orders. — 1990. — (Star Trek: TOS #50).
6. Diane Duane. Dark Mirror. — 1993. — (Star Trek: TNG). — ISBN 0-671-79377-2.
7. Diane Duane. Intellivore. — 1997. — (Star Trek: TNG: #45). — ISBN 0-671-56832-9.
8. Diane Duane. Swordhunt. — 2000. — (Star Trek: TOS #95 (Rihannsu #3)). — ISBN 0671042092.
9. Diane Duane. Honor Blade. — 2000. — (Star Trek: TOS #96 (Rihannsu #4)). — ISBN 0-671-04210-6.
10. Diane Duane. Sand and Stars. — 2004. — (Star Trek: TOS). — ISBN 0-7434-9658-2. (сборник, включающий Spock’s World и A. C. Crispin Sarek)
11. Diane Duane. The Empty Chair. — 2006, октябрь. — (Star Trek: TOS (Rihannsu #5)). — ISBN 1416508910.
12. Diane Duane. Rihannsu: The Bloodwing Voyages. — 2006, октябрь. — (Star Trek: TOS). — ISBN 1-416-52577-7. Сборник четырёх романов «Rihannsu», содержащий некоторые изменения для связанности и переиздания Swordhunt и Honor Blade.

### Harbinger
Действие трилогии The Harbinger, опубликованного Wizards of the Coast, разворачивается во вселенной Star*Drive. Хотя Дуэйн не являлась единственным автором, который писал об этой вселенной, она писала о ней первой.
1. Diane Duane. Starrise at Corrivale. — 1998, октябрь. — ISBN 0-7869-1179-4.
2. Diane Duane. Storm at Eldala. — 1999, март. — ISBN 0-7869-1334-7.
3. Diane Duane. Nightfall at Algemron. — 2000, апрель. — ISBN 0-7869-1563-3.

### Человек-паук
Дуэйн написала несколько романов о Человеке-пауке для Byron-Preiss Multimedia с 1994 по 1998 годы. В число этих произведений входят:
- Diane Duane. The Venom Factor. — (Venom Factor Book 1). — ISBN 1-57297-038-3.
- Diane Duane. The Lizard Sanction. — (Venom Factor Book 2). — ISBN 1-57297-148-7.
- Diane Duane. The Octopus Agenda. — (Venom Factor Book 3). — ISBN 1-57297-279-3.

### Guardians of the Three
- Diane Duane. Keeper of the City. — 1989.

Вторая книга из серии (в соавторстве с Питером Морвудом).

### SeaQuest DSV
- Diane Duane. SeaQuest DSV: The Novel. — 1994. — ISBN 1-85798-205-3.

### Space Cops
1. Diane Duane. Mindblast. — Avon Books, 1991, июнь. — ISBN 0-380-75852-0.
2. Diane Duane. Kill Station. — Avon Books, 1992, январь. — ISBN 0-380-75854-7.
3. Diane Duane. High Moon. — Avon Books, 1992, май. — ISBN 0-380-75855-5.

### X-COM
- Diane Duane. UFO Defense. — 1995. — ISBN 0-7615-0235-2.

### X-Men
- Diane Duane. Empire's End. — 1995. — ISBN 0-7615-0235-1.

### Net Force
В соавторстве с Томом Клэнси и Steve Pieczenik.
- Книга 1: Virtual Vandals
- Книга 3: One Is the Loneliest Number
- Книга 6: End Game
- Книга 10: Safe House
- Книга 13: Deathworld
- Книга 16: Runaways
- Книга 18: Death Match

### Рассказы
- «Parting Gifts» в Flashing Swords! #5: Demons and Daggers (1981), выложенный на её сайте[6] как часть International Pixel-Stained Technopeasant Day
- «Lior and the Sea» в Moonsinger’s Friends (1986)
- «Apparitions» в The Further Adventures of Superman (1993)
- «The Dovrefell Cat» в Xanadu 2 (1995)
- «Don’t Put That in Your Mouth, You Don’t Know Where It’s Been» в Don’t Forget Your Space Suit, Dear (1996)
- «Recensions» в Amazing Magazine (1998)
- «Blank Check» в On Crusade: More Tales of the Knights Templar (1998)
- «1-900-nodream» в Perchance to Dream (2000)
- «Night Whispers» в Star Trek: Enterprise Logs (2000)
- «Herself» в «Emerald Magic» (2004)
- «Goths and Robbers» в антологии Doctor Who Short Trips: The Quality of Leadership (2008)

### Комиксы
- «Ill Wind» — пятичастный рисованный роман/сериал для STAR TREK: THE NEXT GENERATION, DC Comics, New York: осень 1995 — весна 1996.
- «The Tale of Prince Ivan the Not-Too-Experienced» — шестичастный комикс для THE DREAMERY, Epic Comics, с декабря 1987 по август 1988.
- «The Last Word» STAR TREK #28: одиночный комикс для DC Comics, NYC, апрель 1986.
- «Double Blind» STAR TREK #24-25: двухчастный (юмористический) комикс для DC Comics, NYC, январь/февраль 1986.

### Другие прозаические произведения
Дуэйн сделала доступной в различных электронных форматах прежде не опубликованную книгу, которая была продана как минимум двум европейским издательствам, но никогда не выходила из-за внутренней реструктуризации в одном издательском доме (Corgi) и продажи другого (Heyne Verlag). Роман «A Wind from the South» — первый из планируемой трилогии. В нём рассказывается история девочки, родившейся в XI веке в отдаленной части Альп. Она постепенно обнаруживает, что она является физическим воплощением изгнанной римской богини, а с течением времени она попадает в политические беспорядки времен Вильгельма Телля.
Помимо этого Дуйэн писала романы из серии X-COM: UFO Defense и адаптации в прозе нескольких сценариев За гранью возможного. Она также написала множество рассказов, почти поровну относящихся к фэнтези и научной фантастике, которые печатались в различных сборниках и антологиях в течение более двадцати лет.

## Переводы на русский язык

### Юные волшебники
Переводы этой серии на русский язык были наиболее многочисленными:
- Диана Дуэйн. Как стать волшебником = So You Want to be a Wizard / Перевод с англ. Л. Л. Яхнина; Худож. А. Куманьков. — М.: АРМАДА, 1994. — (Замок чудес Фантастические и сказочные повести для детей). — ISBN 5-699-10120-9.
- Диана Дуэйн. Как стать волшебником = So You Want to be a Wizard / Пер. с англ. Л. Яхнина. — М.: Эксмо-Пресс, 2001. — (Чародеи). — ISBN 5-04-006519-1.
- Диана Дуэйн. Как стать волшебником = So You Want to be a Wizard / Пер. с англ. А. Ефремова. — М., СПб: Эксмо, Домино, 2005. — ISBN 5-699-10120-9.
- Диана Дуэйн. Глубокое волшебство = Deep Wizardry / Перевод с англ. Л. Яхнина; Худож. А. Куманьков. — М.: АРМАДА, 1995. — (Замок чудес Фантастические и сказочные повести для детей). — ISBN 5-7632-0048-9.
- Диана Дуэйн. Глубокое волшебство = Deep Wizardry / Пер. с англ. А. Ефремовой. — М., СПб: Эксмо, Домино, 2006. — ISBN 5-699-16089-2.
- Диана Дуэйн. Высокое волшебство = High Wizardry / Перевод с англ. Л. Яхнина; Худож. А. Куманьков. — М.: АРМАДА, 1995. — (Замок чудес Фантастические и сказочные повести для детей).
- Диана Дуэйн. Высшее волшебство = High Wizardry / пер. с англ. Е. Секисовой. — М., СПб: Эксмо, Домино, 2006. — (Юные волшебники). — ISBN ISBN 5-699-17788-4.
- Диана Дуэйн. Безграничное волшебство = A Wizard Abroad / Перевод с англ. Л. Яхнина; Худож. А. Куманьков. — М.: АРМАДА, 1996. — (Замок чудес Фантастические и сказочные повести для детей). — ISBN 5-7632-0177-9.
- Диана Дуэйн. Безграничное волшебство = A Wizard Abroad / Пер. с англ. Л. Яхнина. — М.: Эксмо-пресс, 2001. — (Чародеи). — ISBN 5-04-008026-3.
- Диана Дуэйн. Волшебство без границ = A Wizard Abroad. — М., СПб: Эксмо, Домино, 2006. — (Юные волшебники). — ISBN 5-699-18777-4.
- Также существуют любительские переводы The Wizard's Dilemma и A Wizard Alone

### Кошки-волшебники
- Диана Дуэйн. Книга Лунной Ночи = The Book of Night with Moon / Пер. с англ. А.А. Александровой. — М.: АСТ, 2003. — (Век Дракона). — ISBN 5-17-016693-1.
- Диана Дуэйн. Визит к королеве = To visit the queen / Пер. с англ. А.А. Александровой. — М.: АСТ, 2003. — (Век Дракона). — ISBN 5-17-019135-9.

### Звездный путь
- Диана Дуэйн. Врачебные предписания / Пер. с англ С. Е. Вишневского. — Смоленск: Фирма "Русич", 1995. — (Star trek-Звездный путь). — ISBN 5-88590-247-X. (Заглавие переводчика — Убийство на Вулкане)
- Диана Дуэйн. Мир Спока / Перевод с англ. Д. Г. Пастухова; Худож. А. А. Барейшин. — Смоленск: Фирма "Русич", 1996. — (Star trek-Звездный путь). — ISBN 5-88590-472-3.
- Диана Дуэйн. Израненное небо / Пер. с англ. Л. В. Шумковой; Пер. с англ. Е. П. Лесниковой; К сб. в целом: Худож. А. А. Барейшин. — Смоленск: Фирма "Русич", 1996. — (Star trek-Звездный путь). — ISBN 5-88590-413-8.

### X-Com
- Диана Дуэйн. Икс-команда / Перевод с англ. М. Шикова; Худож. С. Меркулов. — М.: Армада, 1997. — (Game book). — ISBN 5-7632-0337-2.

### Space Cops
- Диана Дуэйн,Питер Морвуд. Космическая полиция / Пер. с англ. Н. Некрасовой. — М.: Эксмо-пресс, 2001. — (Стальная крыса). — ISBN 5-04-008642-3.
- Диана Дуэйн,Питер Морвуд. Космическая полиция. Убийца мозга / Пер. с англ. Н. Некрасовой. — М.: Эксмо-пресс, 2003. — (Стальная крыса). — 7000 экз. — ISBN 5-699-02873-0.

## Дополнительные ссылки
- DianeDuane.com (англ.). — личный сайт писательницы. Дата обращения: 20 июля 2009. Архивировано 4 апреля 2012 года.
- Блог (англ.). Дата обращения: 20 июля 2009. Архивировано 4 апреля 2012 года., его зеркало dduane
- Diane Duane на сайте Internet Speculative Fiction Database
- DuaneDiane (англ.). — библиография на SciFan. Дата обращения: 20 июля 2009. Архивировано 4 апреля 2012 года.
- Young Wizards.com (англ.). — интерактивный сайт. Дата обращения: 20 июля 2009. Архивировано 4 апреля 2012 года.
- The Errantry Concordance (англ.). — энциклопедия в вики-формате о вселенной Юных Волшебников (в процессе создания). Дата обращения: 20 июля 2009. Архивировано 4 апреля 2012 года.
- TheBigMeow.com (англ.). — онлайн роман «The Big Meow». Дата обращения: 20 июля 2009. Архивировано 4 апреля 2012 года.
- Raetiantales.blogspot.com (англ.). — страница, посвященная первому роману «Raetian Tales» «A Wind from the South». Дата обращения: 20 июля 2009. Архивировано 4 апреля 2012 года.
- http://vk.com/club4756898 (рус.) - данной группой осуществлен любительский перевод пятой и шестой книги из серии "Юных Волшебников". В данный момент, ведется перевод седьмой книги.